# Isoetes echinospora
Isoetes echinospora là một loài dương xỉ trong họ Isoetaceae. Loài này được Durieu mô tả khoa học đầu tiên năm 1861.

## Hình ảnh

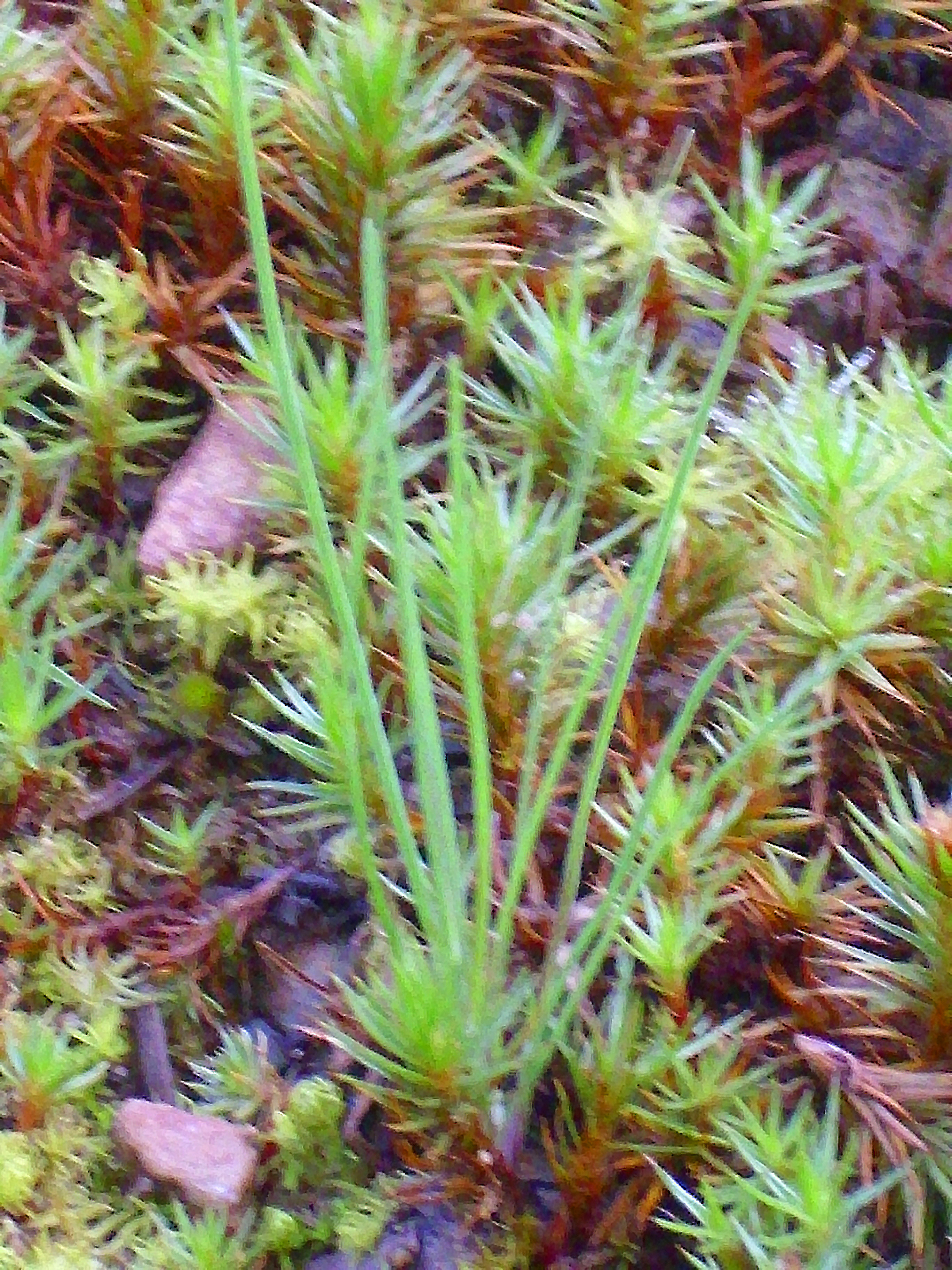
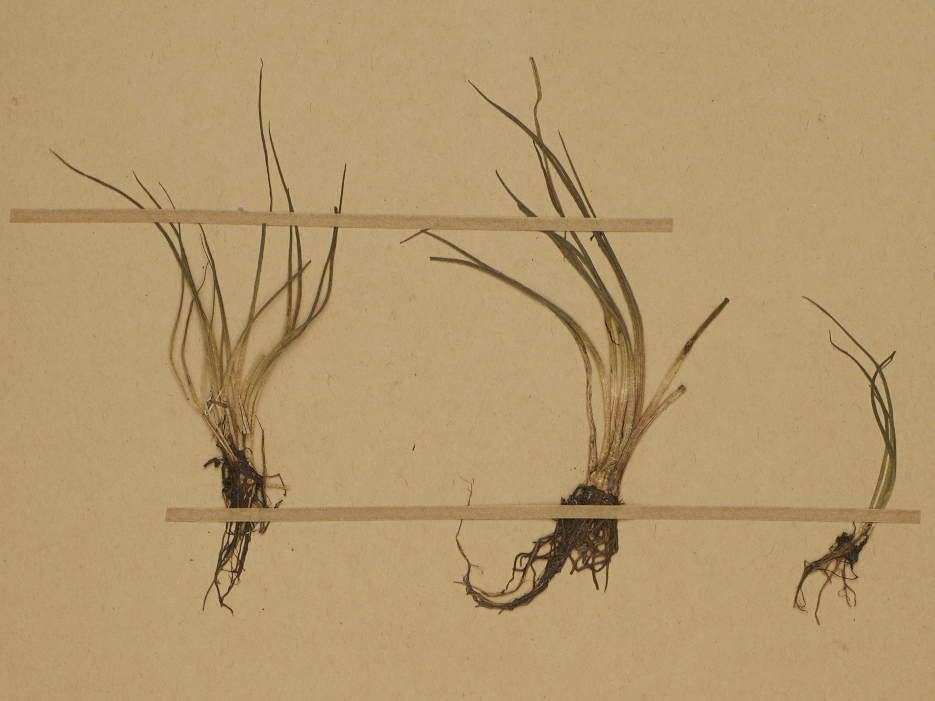
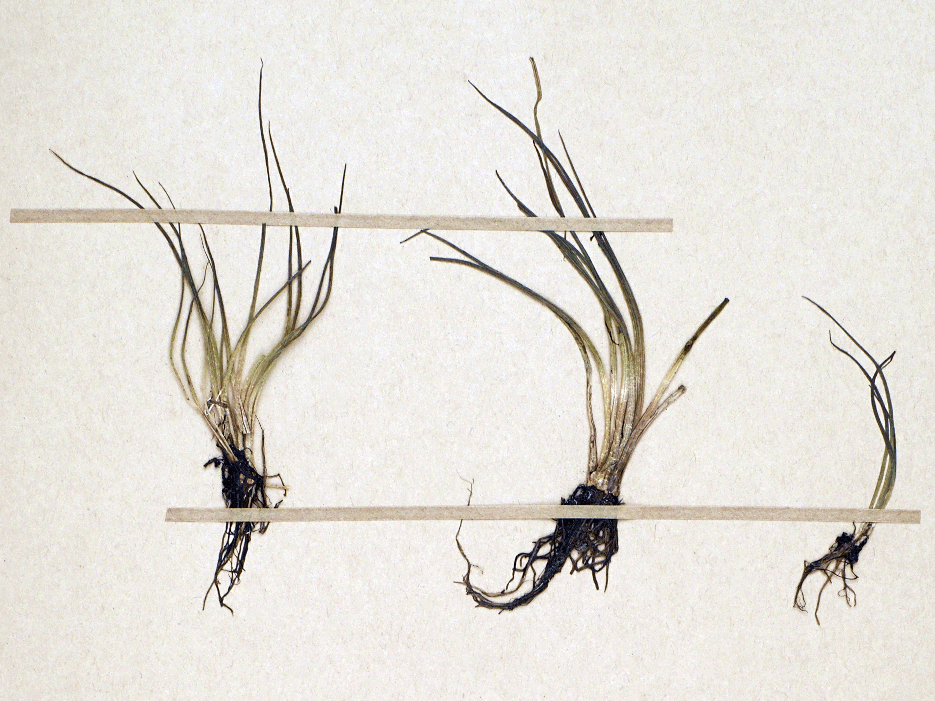